# Сормани, Анджело
А́нджело Бенеди́кто Миге́ль Сорма́ни (итал. Angelo Benedicto Miguel Sormani; 3 июля 1939, Жау) — бразильский и итальянский футболист, футбольный тренер. Выступал на позиции нападающего. Его сын Адольфо, также был футболистом.

## Карьера
Анджело Сормани начал карьеру в клубе «Сантос» в 1958 году. Из-за того, что место центрального нападающего было занято Пеле, футболист был вынужден перейти на правый фланг атаки.
В 1961 году Сормани перешёл в клуб «Мантова», чей главный тренер Эдмондо Фаббри увидел его во время турне «Сантоса» по Европе после сообщения корреспондента Джузеппе Нуволетти, двоюродного брата президента команды, о том, что в «Сантосе» играет подходящий для «Мантовы» футболист . В этом клубе Анджело провёл два сезона, сыграв в 64 матчах и забив 29 голов. Тогда же он был прозван «Белый Пеле» и получил итальянское гражданство, благодаря тому, что его дедушка и бабушка были родом из Италии.
В 1963 году Сормани перешёл в «Рому» за рекордные по тем временам 500 млрд лир и трансферы трёх игроков совокупной ценой в 250 млрд лир. Однако в римском клубе Анджело провёл невыразительный сезон, забив лишь 6 голов. Единственной удачей футболиста стала победы в Кубке Италии. Затем Сормани перешёл в клуб «Сампдория», но там забил ещё меньше — 2 гола в 30 играх.
В 1965 году Сормани, по просьбе главного тренера команды, Нерео Рокко, перешёл в «Милан». Его дебютной игрой стал матч чемпионата Италии, в котором Милан сыграл вничью с «Лацио» 0:0. Там форвард провёл 5 лет, выиграв с клубом чемпионат и Кубок Италии, Кубок Кубков, Кубок европейских чемпионов, в финале которого он забил гол, и Межконтинентальный кубок. Во всех турнирах Сормани провёл за «россонери» 180 матчей и забил 65 голов.
Последние годы карьеры Сормани провёл в клубах «Наполи», «Фиорентина» и «Виченца». В последнем из них футболист был переведён в центр поля.
Приняв итальянское гражданство, Сормани стал выступать за сборную Италии, где провёл 7 матчей и забил 2 гола. Он был участником чемпионата мира 1962, где сыграл 1 матч против Швейцарии, эта же игра стала первой для футболиста в футболке «Скуадры Адзурры».
Завершив карьеру футболиста, Сормани работал тренером. Также несколько игр Анджело провёл в качестве комментатора.

## Достижения
- Обладатель Кубка Италии: 1964, 1967
- Чемпион Италии: 1968
- Обладатель Кубка Кубков: 1968
- Обладатель Кубка европейских чемпионов: 1969
- Обладатель Межконтинентального кубка: 1969